# Martín Galmarini
Martín Galmarini Durrieu (San Isidro, Buenos Aires, Argentina; 28 de febrero de 1982) es un exfutbolista de nacionalidad argentina. Se desempeñó como volante derecho y su último club fue Tigre de la Primera División de Argentina, donde disputó 393 partidos, siendo el jugador con más encuentros disputados en la historia del club y, junto a Fernando Rubio, los únicos en ascender dos veces a la máxima categoría (2007 y 2021). 
Es hijo de los reconocidos políticos Fernando Galmarini y Marcela Durrieu, hermano de Sebastián y Malena Galmarini (esposa de Sergio Massa). Además tiene dos medio hermanas del primer matrimonio de su padre, Bernardita y Socorro.

## Trayectoria
Proviene de las divisiones inferiores de Tigre. Debutó el 14 de octubre de 2002 en un encuentro ante Atlanta con la camiseta número 15 en el inicio del segundo tiempo. Formó parte del plantel que resultó campeón del Apertura 2004 y del Clausura 2005, y ascendió a la Primera B Nacional.
De allí en más se sucedieron memorables momentos: un nuevo ascenso, esta vez a Primera División (con gol incluido a Nueva Chicago por el partido de vuelta de la promoción), dos subcampeonatos en la categoría superior del fútbol argentino y clasificación para intervenir en la Copa Sudamericana (en dos ocasiones: 2009 y 2012) y en la Copa Libertadores 2013.
Él fue quien en 2007 convirtió el primer gol de Tigre en Primera División luego de 27 años, en el marco de la primera fecha del Apertura 2007 en la victoria como visitante 1 a 0 ante Gimnasia y Esgrima de La Plata. 
Para el Apertura 2008 fue transferido a River Plate. Tras la renuncia de Diego Simeone y la llegada de Néstor Gorosito, encontró la continuidad deseada, le hizo un gol a San Lorenzo por el Torneo Pentagonal de Verano, y en la segunda fecha del Torneo Clausura 2009 marcó su primer gol oficial en River contra Rosario Central.
En julio de 2010, debido a que no sería tenido en cuenta, fue dejado en libertad de acción y fichó nuevamente por Tigre. Fue clave en la permanencia durante la temporada 2011/12, donde el club obtuvo un nuevo subcampeonato (Clausura 2012). En ese mismo año, jugó su primera competencia internacional con la camiseta de Tigre: la Copa Sudamericana 2012, en la que el equipo logró llegar a su primera final internacional en su historia. Al año siguiente participó de la Copa Libertadores 2013 con el mismo club, que nunca había clasificado a dicha competición. Llegó hasta los octavos de final.
El 4 de julio de 2013, se confirmó su contratación por el club Atlante de México. Un año después, en julio de 2014, volvió a fichar para Tigre.
En junio de 2019 obtuvo su primer título oficial con el club de sus amores, la Copa de la Superliga. En diciembre disputó el Trofeo de Campeones, una final a partido único que Tigre perdió contra Racing Club.

## Estadísticas

### Clubes
- Actualizado hasta el 24 de octubre de 2022.

| Tigre Argentina |                     |                     |     |    |    |    |    |     |     |      |      |
| 3.ª | 2002-03             | 7                   | 0   | -  | -  | -  | -  | 7   | 0   | 0,00 |      |
| 3.ª | 2003-04             | 13                  | 0   | -  | -  | -  | -  | 13  | 0   | 0,00 |      |
| 3.ª | 2004-05             | 22                  | 2   | -  | -  | -  | -  | 22  | 2   | 0,09 |      |
| 2.ª | 2005-06             | 28                  | 2   | -  | -  | -  | -  | 28  | 2   | 0,07 |      |
| 2.ª | 2006-07             | 36                  | 6   | -  | -  | -  | -  | 36  | 6   | 0,16 |      |
| 1.ª | 2007-08             | 35                  | 3   | -  | -  | -  | -  | 35  | 3   | 0,08 |      |
| 1.ª | 2010-11             | 33                  | 1   | -  | -  | -  | -  | 33  | 1   | 0,03 |      |
| 1.ª | 2011-12             | 30                  | 1   | 2  | 1  | -  | -  | 32  | 2   | 0,06 |      |
| 1.ª | 2012-13             | 31                  | 2   | -  | -  | 18 | 1  | 49  | 3   | 0,06 |      |
| 1.ª | 2014                | 16                  | 0   | 1  | 0  | -  | -  | 17  | 0   | 0,00 |      |
| 1.ª | 2015                | 22                  | 1   | 2  | 0  | -  | -  | 24  | 1   | 0,04 |      |
| 1.ª | 2016                | 10                  | 0   | 1  | 0  | -  | -  | 11  | 0   | 0,00 |      |
| 1.ª | 2016-17             | 28                  | 0   | 1  | 0  | -  | -  | 29  | 0   | 0,00 |      |
| 1.ª | 2017-18             | 3                   | 0   | -  | -  | -  | -  | 3   | 0   | 0,00 |      |
| 1.ª | 2018-19             | 21                  | 0   | 3  | 0  | -  | -  | 24  | 0   | 0,00 |      |
| 2.ª | 2019-20             | 7                   | 0   | -  | -  | 4  | 0  | 11  | 0   | 0,00 |      |
| 2.ª | 2020                | 7                   | 0   | -  | -  | -  | -  | 7   | 0   | 0,00 |      |
| 2.ª | 2021                | 6                   | 0   | -  | -  | -  | -  | 6   | 0   | 0,00 |      |
| 1.ª | 2022                | 3                   | 0   | 3  | 0  | -  | -  | 4   | 0   | 0,00 |      |
| Total | Total               | 358                 | 18  | 13 | 1  | 22 | 1  | 393 | 20  | 0,05 |      |
| River Plate Argentina |                     |                     |     |    |    |    |    |     |     |      |      |
| 1.ª | 2008-09             | 12                  | 1   | -  | -  | 2  | 0  | 14  | 1   | 0,07 |      |
| 1.ª | 2009-10             | 11                  | 0   | -  | -  | 2  | 0  | 13  | 0   | 0,00 |      |
| Total | Total               | 23                  | 1   | 0  | 0  | 4  | 0  | 27  | 1   | 0,03 |      |
| Atlante · México |                     |                     |     |    |    |    |    |     |     |      |      |
| 1.ª | 2013-14             | 28                  | 0   | 2  | 0  | -  | -  | 30  | 0   | 0,00 |      |
| Total | Total               | 28                  | 0   | 2  | 0  | -  | -  | 30  | 0   | 0,00 |      |
| Total en su carrera | Total en su carrera | Total en su carrera | 409 | 19 | 15 | 1  | 26 | 1   | 450 | 21   | 0,05 |
| (1) Incluye Copa Argentina, Copa MX y Copa de la Superliga. (2) Incluye Copa Sudamericana y Copa Libertadores. (3) Media de goles por encuentro. No incluye goles en partidos amistosos. |                     |                     |     |    |    |    |    |     |     |      |      |

### Resumen de partidos jugados en  Tigre
| Competición          | Partidos | Goles |
| -------------------- | -------- | ----- |
| Primera División     | 230      | 9     |
| Primera Nacional     | 83       | 7     |
| Primera B            | 42       | 2     |
| Copa Libertadores    | 13       | 0     |
| Copa Sudamericana    | 10       | 1     |
| Copa Argentina       | 8        | 1     |
| Copa de la Superliga | 2        | 0     |
| Total                | 388      | 20    |

## Palmarés

### Campeonatos nacionales
| Títulos                    | Equipo | País      | Año     |
| -------------------------- | ------ | --------- | ------- |
| Primera B                  | Tigre  | Argentina | 2004-05 |
| Ascenso a Primera División | Tigre  | Argentina | 2006-07 |
| Copa de la Superliga       | Tigre  | Argentina | 2019    |
| Primera Nacional           | Tigre  | Argentina | 2021    |

### Distinciones individuales
| Distinción                                       | Período   |
| ------------------------------------------------ | --------- |
| Jugador con más partidos en la historia de Tigre | 2002-2022 |